# دنيس ديفيس
دنيس ديفيس (بالإنجليزية: Dennis Davis)‏ هو موسيقي أمريكي، ولد في 28 أغسطس 1951 في مانهاتن في الولايات المتحدة، وتوفي في 6 أبريل 2016 بسبب سرطان.

## وصلات خارجية
- دنيس ديفيس على موقع ميوزك برينز (الإنجليزية)
- دنيس ديفيس على موقع أول ميوزيك (الإنجليزية)
- دنيس ديفيس على موقع ديسكوغز (الإنجليزية)